# Садки (гмина)
Садки (пол. Sadki) — сельская гмина (волость) в Польше, входит как административная единица в Накловский повет, Куявско-Поморское воеводство. Население — 7184 человека (на 2008 год).

## Соседние гмины
1. Гмина Выжиск
2. Гмина Кцыня
3. Гмина Лобженица
4. Гмина Мроча
5. Гмина Накло-над-Нотецью